# Bygholm
Bygholm ligger i den vestlige udkant af Horsens og består af en hovedbygning mod øst og en avlsgård mod vest. Avlsgården opdeles i to dele, da den gamle landevej til Skanderborg gennemskærer anlægget. Øst for hovedbygningen ligger den store Bygholm Park, der er et stort fredet park- og naturområde, som Bygholm Å løber igennem.

## Historie
Hovedgården Bygholm har rødder tilbage til den tvangsborg, som kong Erik Menved befalede opført ved Horsens i 1313. Det var en af flere jyske tvangsborge, som kongen lod opføre ”for at knække jydernes stivsind”, således som der står i Sjællandske Krønike og derved tvinge de stivsindede jyder til at underlægge sig kronen. Synlige spor af borgen Bygholm kan ses nær nordøsthjørnet af Bygholm Park. Her findes en ca. 8 m høj nærmest kvadratist banke med afrundede hjørner, hvis tværmål foroven er ca. 35 m. En serpentinesti snor sig op ad borgbankens sider. På borgbankens uregelmæssige, mod sydvest faldende plateau findes rester af bygninger, der har dannet et retvinklet, tre eller firefløjet anlæg. Borgbanken omgives af en voldgrav, og vest herfor ligger en lav holm. Borgbanken er omfattet af fortidsmindefredning.  Bygholm Voldsted kaldes også Slangebjerget. 
Gennem resten af middelalderen spillede Bygholm en betydningsfuld rolle for kronen, eftersom det var betydningsfulde folk, der sad som lensmænd her eller havde lenet i pant.  Lensmanden havde det økonomiske og administrative ansvar for selve lenet og han førte bl.a. tilsyn med veje og broer, ligesom han sørgede for at udskrive soldater og opkræve skatter.
Under lensmanden Erik Lange blev Bygholm så forsømt, at hovedbygningerne i 1617 blev revet ned, mens lensmanden tog ophold på Stjernholm. Materialerne fra nedrivningen blev brugt til at istandsætte Stjernholm. Bygholms avlslænger blev ladegård for Stjernholm, og de blev begge i 1661 af Frederik 3. tilskødet Hamborgen Peder von Uffelen. Under Svenskekrigene i 1658-1660 nedbrændte Bygholms avlslænger. Joachim Werner von Bülow købte Bygholm i 1670, hvorefter han opførte en bindingsværkshovedbygning, ligesom han lod ladegården genopbygge, blandt andet med materialer fra Stjernholm Slot. Bülow ejede i forvejen Bygholm Mølle, hvis jordtilliggende blev underlagt Bygholm, der blev godsets nye hovedsæde. Bygholm, der samme år fik hovedgårdsstatus, blev opgjort til at være Jyllands tredjestørste gods på denne tid.
Den nuværende femfløjede hovedbygning lod etatsråd Lars de Thygeson og Abel Marie de Lichtenberg opføre i 1775 under ledelse af bygmester Anders Møller. Hovedbygningen blev oprindeligt opført i gule flensborgsten, men er i 2013 hvidkalket. Hovedfløjen er i én etage over en høj kælder, mens sidefløjene er noget lavere. Hver sidefløj afsluttes af tværstillede fløje. Hovedfløjen karakteriseres af en gennemgående frontspids i to etager. De to tværstillede sidefløje er i 2013 bygget sammen med sidelængerne i det tidligere avlsanlæg. I 1840 lod August Theodor Schütte opføre en ny trelænget avlsgård vest for 1700-tals bygningerne. Anlægget er senere blevet ombygget, og den firesporede Schüttevej adskiller nu Thygeson bygninger fra 1775 og Schüttes avlsgård fra 1840.
Efter flere skiftende ejere købte Horsens Kommune i 1918 Bygholm med tilliggender, i alt ca. 800 hektar, der lod agre og eng bortforpagte. I 1919 blev Bygholm Sø skabt ved opstemning af Bygholm Å til brug for Bygholm Vandkraftsanlæg. I 1920 åbnede Bygholm Parkhotel i hovedbygningen, og hele parken, der yderligere var blevet udvidet i 1937 ved Bruno Pedersen, fik offentlig adgang. I årene 1934-41 var der zoologisk have i parken. Fra 1939-77 var der vandrerhjem i hovedbygningens sydfløj.
I 1947 forpagtede Statens Redskabsprøver avlsgården på vestsiden af Schüttesvej og den tilhørende jord med henblik på at etablere testcenter for maskiner. Testcentret blev købt af staten i 1978 med henblik på at lave jordbrugstekniske forsøg, og i 1997 flyttede Danmarks Jordbrugsforskning ind på forsøgsgården. I 2006 fusionerede Danmarks Jordbrugsforskning med Aarhus Universitet, og i 2008 flyttede universitet sine aktiviteter fra Forskningscenter Bygholm til Forskningscenter Foulum nær Viborg. I 2018 overtog Teknologisk Institut testfaciliteterne i bygningerne, der da var ejet af Bygningsstyrelsen. Statens ejendomsselskab, Freja Ejendomme, satte i 2020 dele bygningerne til salg.
I 1985 solgte Horsens Kommune Bygholm Parkhotel på østsiden af Schüttesvej til Sonja og Asger Mortensen. Allerede i 1989 blev ejendommen solgt videre et anpartsselskab, og hotellet drives efterfølgende som Scandic Bygholm Parkhotel. Hovedbygningen blev i 2013 kalket hvid, og de to tværstillede sidefløje blev samme år bygget sammen med de lange sidelænger i den nærmest beliggende del af avlsgården, dvs. avlsbygningerne fra 1775 beliggende øst for Schüttesvej.

## Ejere af Bygholm
- (1313-1661) Kronen
- (1661) Peder von Uffelen / Dominicus von Uffelen / Johan von Uffelen
- (1661-1670) Peder von Uffelen
- (1670-1697) Joachim Werner von Bülow
- (1697-1705) Jørgen Rantzau
- (1705-1719) Theodosius von Levetzow
- (1719-1763) Anna Margrethe Brockenhuus gift von Levetzow
- (1763) Hans Frederik von Levetzau
- (1763-1766) Sophie von Eyndten gift von Levetzau
- (1766-1809) Lars de Thygeson
- (1809-1830) Niels Emanuel de Thygeson
- (1830-1835) Kronen
- (1835-1889) August Theodor Schütte
- (1889-1915) Ludvig Theodor Schütte
- (1915-1918) Ludvig Theodor Schüttes dødsbo
- (1918-1978/1985) Horsens Kommune
- (1978-) Staten (delen vest for Schüttesvej)
- (1985-1989) Sonja og Asger Mortensen (hovedbygningen øst for Schüttesvej)
- (1989-1999?) Anpartsselskab (hovedbygningen øst for Schüttesvej)
- (1999-) Bygholm Parkhotel. Horsens K/S (hovedbygningen øst for Schüttesvej)

## Trinbræt på jernbanen
Bygholm havde fra 1892 et sidespor til Tørringbanen, som på denne strækning også blev trafikeret af Bryrupbanen fra 1899. Der var også trinbræt, i hvert fald 1901-20, hvor der var billetsalg fra ledvogterhuset ved Silkeborgvejs overskæring. Sidesporet blev nedlagt i 1929 i forbindelse med anlæg af dobbeltspor mellem Horsens og Lund. Bygholm Trinbræt blev tilsyneladende også nedlagt, men genopstod og blev fra 1940 til Bryrupbanens lukning i 1968 mest brugt af elever på Horsens Statsskole.